# Lipowe Pole Plebańskie

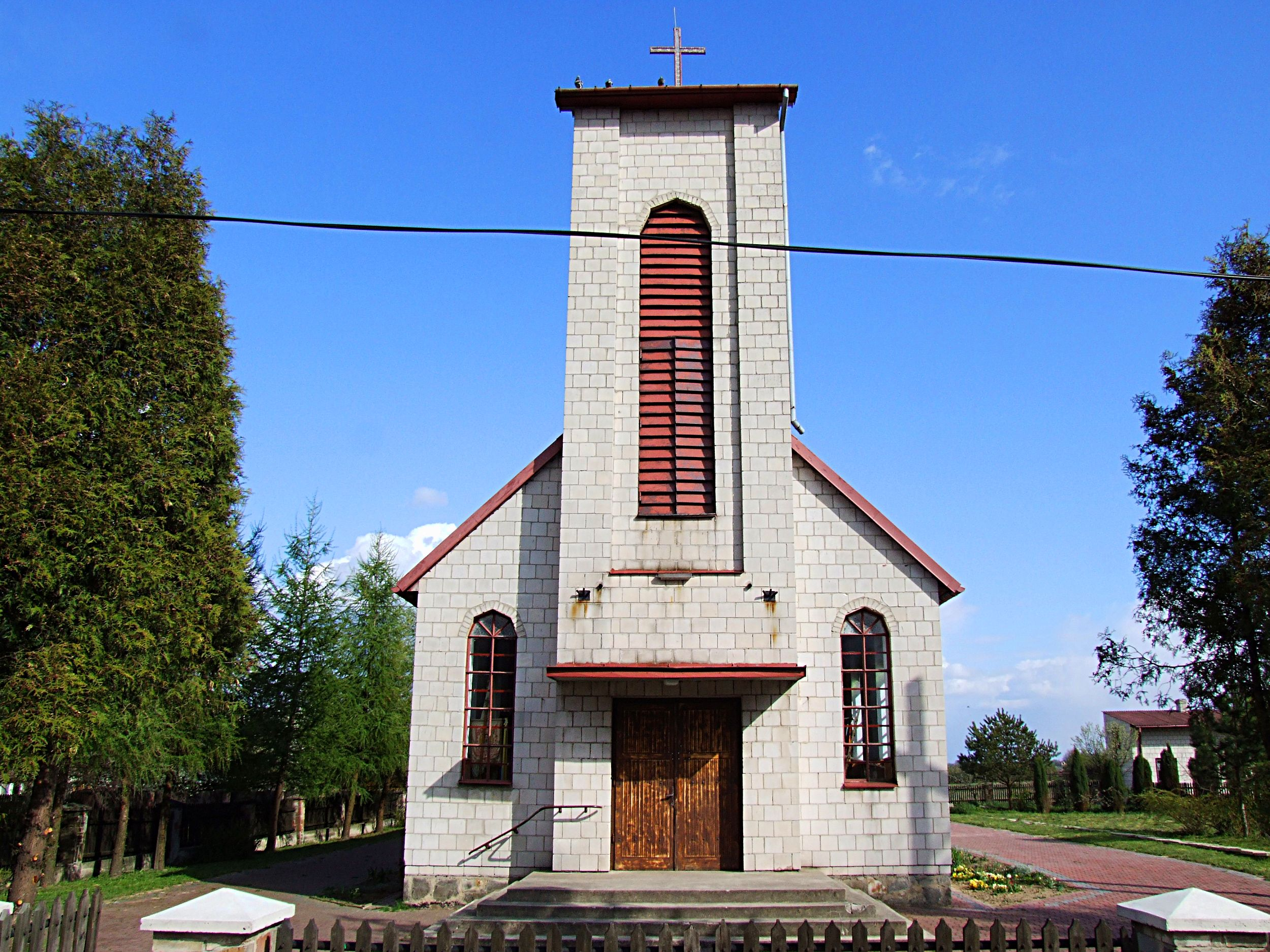
Kościół pw. Miłosierdzia Bożego

Lipowe Pole Plebańskie – wieś w Polsce położona w województwie świętokrzyskim, w powiecie skarżyskim, w gminie Skarżysko Kościelne. 
W latach 1975–1998 miejscowość administracyjnie należała do województwa kieleckiego. W miejscowości znajduje się przystanek PKP Lipowe Pole. 
Wierni Kościoła rzymskokatolickiego należą do parafii Miłosierdzia Bożego w Lipowym Polu.

## Historia
W wieku XIX Lipowe Pole Poplebańskie, wieś włościańska w ówczesnym powiecie iłżeckim gminie i parafii Skarżysko Kościelne,
W 1827 r. było to wieś duchowna Lipowe Pole miała 28 domów, 182 mieszkańców.

W roku 1885 było tu gruntu mórg 380, domów 29, mieszkańców 205.
Wieś Lipowe Pole (dziś Lipowe Pole Skarbowe i Lipowe Pole Plebańskie), lokowana była przez cystersów wąchockich w wieku XIV na prawie niemieckim. Stanowiła uposażenie klasztoru, płacono tu czynsz w wysokości 12 groszy z łana, klasztor posiadał we wsi 3 1/2 łana kmiecego. 

## Zabytki
Za zabudowaniami w tej miejscowości usytuowany jest triangul, zamieszczona na nim tablica zawiera napis: „znak geodezyjny leżący na południku łysicy wybudowany w roku 1829 przez prof. Fr. S. Armińskiego w celu założenia triangulacji dla pomiaru staropolskiego zagłębia przemysłowego”